# Samy Andersen
Samy Andersen (født 8. maj 1972) er en dansk skuespiller.
Andersen er uddannet fra Statens Teaterskole i 1999 og debuterede i tv-serien Hotellet året efter.

## Filmografi
- Fukssvansen (2001)
- Drabet (2005)

### Tv-serier
- Hotellet (2000)
- Rejseholdet (2000-2003)

## Eksterne links
- Samy Andersen på Internet Movie Database (engelsk)
- Samy Andersen på Filmdatabasen
- Samy Andersen på danskefilm.dk
- Samy Andersen på danskfilmogtv.dk
- Samy Andersen på Svensk Filmdatabas (svensk)
- Samy Andersen på AlloCiné (fransk)
- Samy Andersen på The Movie Database (engelsk)

|  | Artiklen om skuespilleren Samy Andersen kan blive bedre, hvis der indsættes et (bedre) billede. Du kan hjælpe ved at uploade et godt billede til Wikimedia Commons iht. de tilladte licenser og indsætte det i artiklen. Eller du kan søge efter eksisterende filer på Wikimedia Commons eller på Flickr - fx med værktøjet Free Image Search Tool. |